# Генуезько-монгольські війни
Генуезько-монгольські війни — серія конфліктів між Генуезькою республікою з Монгольською імперією та її державами-спадкоємцями, зокрема Золотою Ордою та Кримським ханством. Війни велися за контроль над торгівлею та політичним впливом у Чорноморському узбережжі та на Кримському півострові протягом XIII—XV століть.
Війни велися одночасно з венеційсько-генуезькими війнами, візантійсько-генуезькими війнами, монгольськими громадянськими війнами і перемежовувалися періодами ворожнечі, ембарго, розрядки та співпраці.

## Передумови
Взаємодія між Генуезькою республікою та Монгольською імперією розпочалася на початку XIII століття, коли монгольське вторгнення до Європи просувалося далі на захід. Успішні вторгнення в Київську Русь, Куманію та Болгарію в 1240-х роках встановили монгольський контроль над Кримським півостровом, дозволивши імперії впливати на Чорне море.
Італійська морська республіка Генуя, яке вже контролювало торгову імперію в Середземномор'ї, прагнула розширити свою торговельну владу і в Чорноморському регіоні. Генуезькі купці вели активну діяльність у Чорному морі з середини XIII століття, підштовхнуте підписанням Німфейського договору 1261 року та відвоюванням Візантією Константинополя. Скориставшись своїм договором з Візантійською імперією та її клієнтськими державами, Генуя заснувала низку торговельних колоній на узбережжі Чорного моря (Генуезька Газарія) на Кримському півострові, в Анатолії та Румунії. Найвідомішою серед цих колоній була Каффа (заснована в 1266 р.), яка закріпила генуезьку торгівлю з Близьким Сходом.

## Конфлікти
Непряма взаємодія між монголами та генуезцями почалася на початку-середині XIII століття та зміцнилася в 1260-х роках. Монгольська влада остерігалася іноземного впливу і безжалісно придушувала відкритий опір їх правлінню, але загалом привітно ставилася до купців — дихотомія відповідно до Pax Mongolica. Ці незмінні відносини збереглися після поділу Монгольської імперії в 1266 році, після якого Золота Орда контролювала північне узбережжя Чорного моря, а Ільханат контролював частину південного узбережжя. Торгові відносини між ханствами-спадкоємцями та генуезькими колоніями тривали, хоча суперечки щодо прав на торгівлю та перебування Італії в Криму час від часу призводили до зростання напруженості.
Генуезькі купці придбали права заснувати постійну колонію в Каффі в 1266 році за згодою Золотої Орди, але відносини між генуезцями, що розширювалися, і монголами залишалися нестабільними; торгівля процвітала під час правління Менгу-Тимура, але погіршилася в 1280-х роках після того, як Генуя невдало. послала кораблебудівників і солдатів для підтримки Ілханату у війні проти альянсу Золотої Орди та мамлюків. Відносини покращувалися до приходу на престол хана Токти в 1291 році, який не погоджувався з правами, наданими італійським купцям, і ввів ембарго на італійські товари. У 1307 році Токта обложив Каффу, змусивши генуезців евакуюватися та спалити порт у 1308 році. Відносини відновилися після смерті Токти в 1312 році, і Каффа була відновлена в 1313 році. Під час правління Узбек-хана відносини між монголами та генуезцями залишалися дружніми. Під час правління Тохтамиша хан підтримав спроби генуезців перемогти володаря Соргата, кримського полководця.
Відносини переросли у ворожнечу під час правління Джанібек-хана, який намагався знищити італійську (як генуезьку, так і венеціанську) владу в регіоні. У 1343 році криза через резиденцію та торгівлю між владою Венеції та Золотої Орди призвела до спільних генуезько-венеціанських дій проти орди, блокуючи монгольські порти. Конфлікт тривав у 1345 році, коли монгольські війська взяли в облогу Каффу. Облога тривала до 1346 року, і монгольська армія не змогла захопити місто. Під час облоги спалах бубонної чуми в монгольському таборі поширився на місто, а Каффа зрештою стала джерелом поширення чуми до Європи.
На початку 1430-х років татарський вельможа Хаджі I Ґерай, на той час васал Золотої Орди, вторгся до Криму, захопивши порти та стягуючи данину, перш ніж його вигнали конкуруючі дворяни. Він повернувся в 1433 році, знову вторгшись до Криму і захопивши генуезькі колонії. Генуезці у відповідь відправили військо до Криму, відбили колонії республіки, перш ніж зазнали поразки в битві з Гіреєм біля Старого Криму . Потім Генуя заплатила викуп Гірею і визнала його ханом в обмін на мир, тоді як Гірей був змушений втекти з Криму після вторгнення казанатів у Крим у 1434 році. Гірей повернувся до Криму в 1440 році, знову зайнявши півострів і заснувавши Кримське ханство. Через два роки генуезька влада в Каффі зібрала армію, об'єдналася з Золотою Ордою і напала на володіння Гірея в Криму. Хан розбив генуезців, поступився Золотій Орді й був змушений тікати до Перекопу, де витримав облогу Золотої Орди. Невдовзі Гірей відновив свій вплив на Кримському півострові, вторгшись і вигнавши Золоту Орду. Тоді він об'єднався з князівством Феодоро проти Генуї та вигнав генуезців із фортеці Інкерман.
У 1453 році до Криму прибув османський флот і спробував захопити генуезькі колонії. Гірей об'єднався з османами, надавши 7000 солдатів для допомоги в османській облозі Каффи. Хоча союзники не змогли прорвати оборону Кафи, союз зміцнив зв'язки між Кримським ханством і Османською імперією.
Відрізана від своїх чорноморських колоній через падіння Константинополя в 1453 році, Генуя швидко втратила вплив у регіоні, після чого її колонії залишилися вразливими для нападу Османської імперії. Починаючи з 1460-х років, генуезька влада в Каффі та хан Менлі I Герай співпрацювали в серії військових кампаній, включаючи невдалу спробу захопити Чуфут-Кале у Великої Орди (підрозділу ранішої Золотої Орди). Хан спробував укласти антитурецький договір з Феодоро, але не зміг зупинити посилення турецької влади в Криму. У 1475 році османи обложили Каффу, захопивши місто та Менлі, який був присутній у місті під час облоги. Після того, як Велика Орда вторглася та окупувала Крим у 1478 році, Менлі було звільнено та повернуто на трон як турецький васал, оскільки Османська імперія витіснила Генуезьку та Монгольську держави як головну силу в Чорному морі.